# Edgar Lee Masters
Edgar Lee Masters (Garnett, 23 agosto 1868 – Melrose Park, 5 marzo 1950) è stato un poeta, scrittore e avvocato statunitense, noto soprattutto come autore dell'Antologia di Spoon River.

## Biografia
Edgar Lee Masters nacque da Wallace Masters ed Emma J. Dexter il 23 agosto 1868 a Garnett in Kansas, dove il padre si era trasferito per esercitare come avvocato. La famiglia tornò però presto nella fattoria dei nonni paterni, vicino a Petersburg nella Contea di Menard in Illinois. Nel 1880 i Masters si spostano ancora, stavolta a Lewistown, dove Edgar frequenta la scuola superiore e pubblica i suoi primi testi per il Chicago Daily News. Il paesaggio intorno alla città, il cimitero di Oak Hill ed il vicino fiume Spoon furono preziose fonti d'ispirazione tanto per l'Antologia di Spoon River che per altre opere del poeta. L'Antologia lo consacrò autore di fama, ma sancì anche la rottura con i suoi concittadini, di cui la raccolta denuncia debolezze ed ipocrisie.
Nel 1890, dopo aver lavorato presso l'ufficio legale del padre, Lee Masters ottenne l'abilitazione alla professione di avvocato nello stato dell'Illinois. Nel 1898 sposò Helen M. Jenkins, figlia di un avvocato, dalla quale ebbe tre figli. Nel 1911 aprì uno studio legale in proprio, due dei suoi figli seguirono le sue orme. La figlia Marcia si dedicò alla poesia, mentre il figlio Hilary Masters divenne romanziere e scrisse, insieme al fratellastro Hardin, una biografia del padre.
Fonti d'ispirazione maggiori per l'Antologia di Spoon River furono l'Elegia scritta in un cimitero campestre di Thomas Gray e gli epigrammi greci dell'Antologia Palatina, letture suggerite all'avvocato-scrittore dall'amico William Marion Reedy, direttore del Reedy's Mirror nel 1913, appare probabile che l'autore abbia letto la novella "la morta" di Guy de Maupassant. Sull'onda dell'entusiasmo per queste nuove scoperte letterarie, Masters pubblicò nel 1914 sul Reedy's Mirror, con lo pseudonimo di Webster Ford, una serie di poesie sulle esperienze della sua infanzia nell'Illinois.
Tra il 29 maggio 1914 e il 5 gennaio 1915 il giornale pubblicò con regolarità quasi tutti i componimenti dell'Antologia, a partire da La Collina. Nel 1916 uscì la versione definitiva dell'opera in volume, che riscosse in breve tempo grande successo, soprattutto in USA e, più tardi, in Italia. Sebbene non abbia mai più replicato il successo dell'Antologia di Spoon River, Masters fu uno scrittore prolifico in diversi campi. Dopo lo scarso esito di The New Spoon River (1924), abbandonò definitivamente la professione di avvocato per dedicarsi alla scrittura. Negli ultimi anni le difficoltà economiche fattesi pressanti lo obbligarono a ricorrere all'aiuto di amici per poter sopravvivere. Morì in miseria e dimenticato, di polmonite, il 5 marzo 1950 e fu sepolto nel cimitero Oakland di Petersburg. Il suo epitaffio include la poesia To-morrow is My Birthday tratta dall'opera Toward the Gulf:

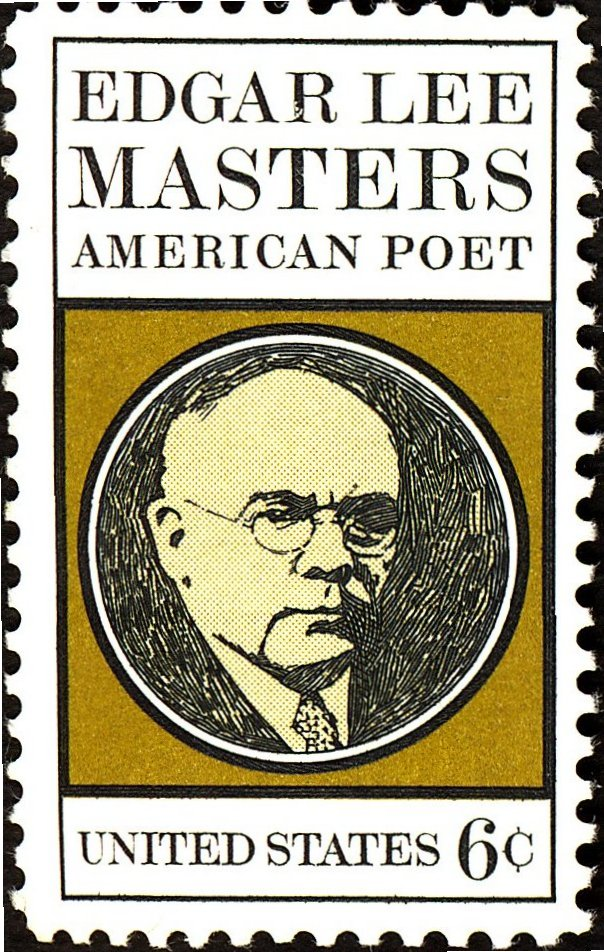
Francobollo statunitense dedicato a Edgar Lee Masters

La sua grandezza sarà universalmente riconosciuta solo a partire dagli anni '60, in cui diverrà uno dei poeti statunitensi più celebri a livello mondiale.

## Riconoscimenti
L'opera di Masters ricevette la Mark Twain Silver Medal nel 1936, i premi della Poetry Society of America e dell'Academy of American Poets Fellowship (Medaglia Robert Frost 1942), lo Shelly Memorial Award (1944). Fabrizio De André trasse ispirazione dalle poesie di Edgar Lee Masters, nella traduzione italiana di Fernanda Pivano, per il suo album Non al denaro non all'amore né al cielo (1971), mentre Francesco Guccini lo ha citato nelle sue Canzone per Piero e Sull'amicizia.
Nel 2006 l'Antologia di Spoon River viene raccontata per immagini grazie all'opera del fotografo statunitense William Willinghton che si reca per primo nei luoghi dell'Illinois dove era stata ambientata. Le fotografie realizzate sono state raccolte nel libro Spoon River,, accompagnate da testi inediti di Fernanda Pivano. Nel 2008 nasce un progetto fotografico, Life Above All, della fotografa brasiliana Monica Silva, dedicato alla celebre antologia. Nel 2015 esce il documentario Ritorno a Spoon River di Nene Grignaffini e Francesco Conversano, interessante e intenso progetto tutto italiano ambientato nei luoghi originari che fanno da sfondo all'opera di Edgar Lee Masters.

## Opere

### Poesia
- A Book of Verses (1897)
- Songs and Sonnets (1910)
- Spoon River Anthology - Antologia di Spoon River (1915, ed. definitiva 1916)
- Songs and Satires (1916)
- Fiddler Jones (1916)
- The Great Valley (1916)
- The Open Sea (1921)
- The New Spoon River - La nuova Spoon River (1924)
- Selected Poems (1925)
- Lee: A Dramatic Poem (1926)
- Jack Kelso: A Dramatic Poem (1928)
- Lichee Nuts (1930)
- Gettysburg, Manila, Acoma: A Dramatic Poem (1930)
- Godbey: A Dramatic Poem, sequel to Jack Kelso (1931)
- The Serpent in the Wilderness (1933)
- Richmond: A Dramatic Poem (1934)
- Invisible Landscapes (1935)
- Poems of People (1936)
- The Golden Fleece of California (1936)
- The New World (1937)
- More People (1939)
- Illinois Poems (1941)
- Along the Illinois (1942)
- George Gray

### Opere teatrali
- Maximilian: A Play (1902, dramma)
- Althea: A Play (1907, dramma)
- The Trifler: A Play (1908, dramma)
- Eileen: A Play (1910, dramma)
- The Bread of Idleness: A Play (1910, dramma)
- Dramatic Dialogues: Four Short Plays (1934, dramma)

### Biografie
- Lincoln: The Man (1931)
- Vachel Lindsay: A Poet in America (1935)
- Across Spoon River: An Autobiography (1936, memorie)
- Whitman (1937)
- Mark Twain: A Portrait (1938)

### Altre opere
- The New Star Chamber and Other Essays (1904, saggi)
- The Blood of the Prophets (1905)
- Toward the Gulf (1918)
- Starved Rock (1919)
- Mitch Miller (1920, romanzo)
- Domesday Book (1920)
- The Open Sea (1921)
- Children of the Market Place (1922) (Tr.it. I bambini del mercato, traduzione e cura di Massimo Ferraris, Elliot, 2021)
- Skeeters Kirby (1923, romanzo)
- The Nuptial Flight (1923, romanzo)
- Kit O'Brien (1927, romanzo)
- Levy Mayer and the New Industrial Era (1927)
- The Fate of the Jury: An Epilogue to Domesday Book (1929)
- Gettysburg, Manila, Acoma (1930)
- Godbey: A Dramatic Poem (1931)
- The Tale of Chicago (1933, storico)
- The Golden Fleece of California (1936)
- The Tide of Time (1937, romanzo)
- The Sangamon (1942, nonfiction)